# Dichopetala inca
Dichopetala inca är en insektsart som beskrevs av Rehn, J.A.G. 1955. Dichopetala inca ingår i släktet Dichopetala och familjen vårtbitare. Inga underarter finns listade i Catalogue of Life.